# Lars Kepler

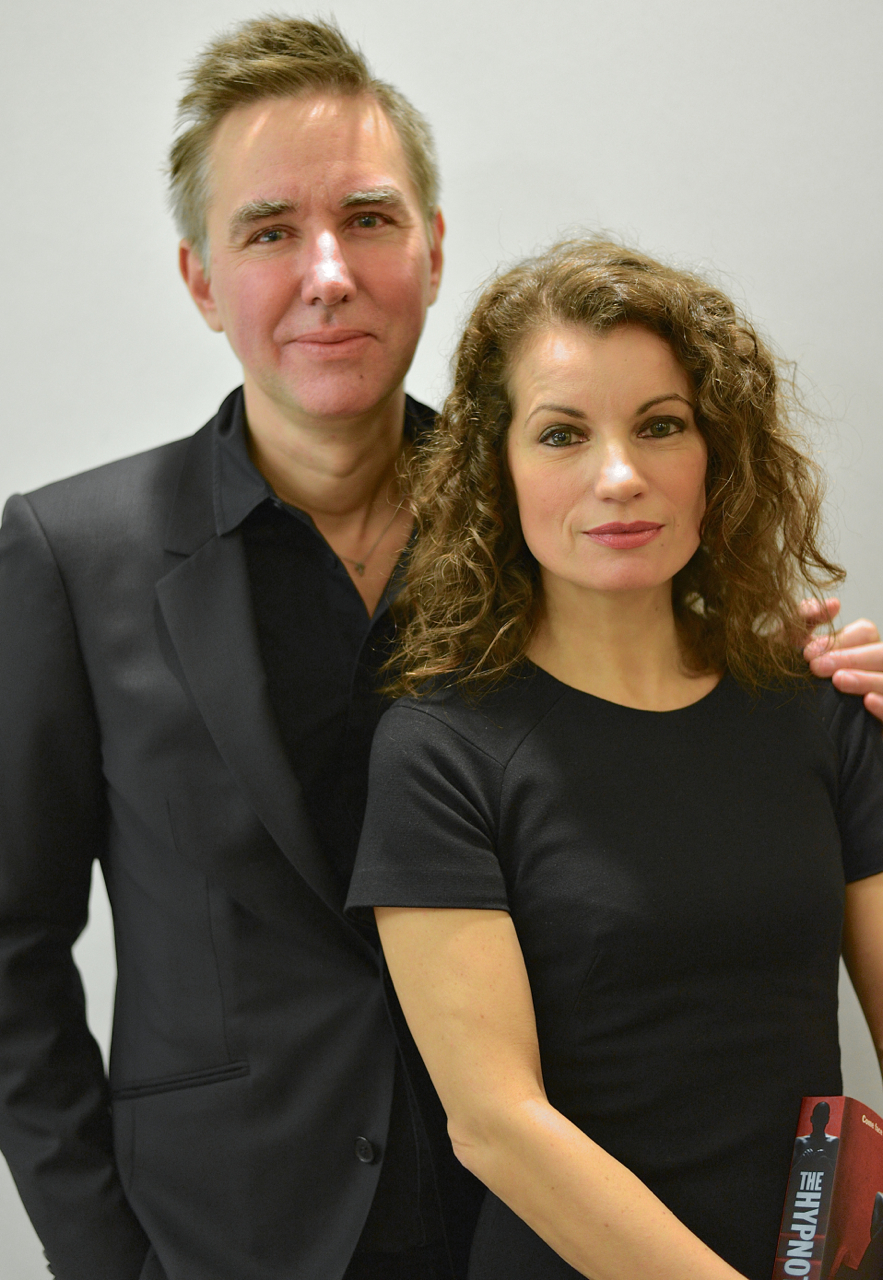
Alexander Ahndoril i Alexandra Coelho Ahndoril (2012)

Lars Kepler – pseudonim literacki małżeństwa szwedzkich pisarzy (Alexandra Coelho Ahndoril - ur. 1966 i Alexander Ahndoril - ur. 1967), autorów powieści kryminalnych. Wcześniej pisarze publikowali samodzielnie.
Pseudonim pary pochodzi od szwedzkiego autora kryminałów Stiega Larssona, który zainspirował autorów, oraz od niemieckiego naukowca Johannesa Keplera. Są autorami cyklu o komisarzu Jooonie Linna. Cykl został przetłumaczony na czterdzieści języków. Byli trzykrotnie nominowani do Nagrody Szwedzkich Krytyków Kryminału. Ich pierwsza książka Hipnotyzer cieszyła się w Szwecji ogromnym powodzeniem, a w 2012 została zekranizowana pod tytułem Hipnotyzer.

## Publikacje książkowe[4]

### Cykl Joona Linna
- 2009: Hipnotyzer (tyt. oryg. Hypnotisören), wyd. polskie 2010
- 2010: Kontrakt Paganiniego (tyt. oryg. Paganinikontraktet), wyd. polskie 2012
- 2011: Świadek (tyt. oryg. Eldvittnet), wyd. polskie 2013
- 2012: Piaskun (tyt. oryg. Sandmannen), wyd. polskie 2014
- 2014: Stalker (tyt. oryg. Stalker), wyd. polskie 2016
- 2016: Łowca (tyt. oryg. Kaninjägaren), wyd. polskie 2017
- 2018: Łazarz (tyt. oryg. Lazarus), wyd. polskie 2019
- 2020: Człowiek w lustrze (tyt. oryg. Spegelmannen), wyd. polskie 2021

### Inne
- 2015: Plac zabaw (tyt. oryg. Playground), wyd. polskie 2017